# Monochamus tridentatus
Monochamus tridentatus är en skalbaggsart som beskrevs av Louis Alexandre Auguste Chevrolat 1833. Monochamus tridentatus ingår i släktet Monochamus och familjen långhorningar.
Artens utbredningsområde är Madagaskar. Inga underarter finns listade i Catalogue of Life.